# Byron Houston
Byron Dwight Houston (Watonga, 22 novembre 1969) è un ex cestista statunitense, professionista nella NBA, in Spagna, Russia e Polonia.
È il figlio di Curtis Perry.

## Carriera
È stato selezionato dai Chicago Bulls al primo giro del Draft NBA 1992 (27ª scelta assoluta).
Con gli Stati Uniti ha disputato i Giochi panamericani di Winnipeg 1999.

## Palmarès
- NCAA AP All-America Second Team (1992)
- Campione CBA (1998)
- CBA Playoff MVP (1998)
- 2 volte campione IBL (2000, 2001)